# MGM Home Entertainment
MGM Home Entertainment (voorheen MGM/UA Home Entertainment) is de filmdistributietak van Metro-Goldwyn-Mayer, verantwoordelijk voor de distributie van productiemateriaal op dvd, video, laserdisk en UMD. Het distribueert materiaal voor Metro-Goldwyn-Mayer Pictures, United Artists en films uit de filmarchieven van Orion Pictures en The Samuel Goldwyn Company. Sinds 2006 wordt de functie van MGM Home Entertainment buiten de Verenigde Staten waargenomen door 20th Century Fox Home Entertainment.